# William Edward Ayrton
William Edward Ayrton (Londra, 14 settembre 1847 – Londra, 8 novembre 1908) è stato un fisico e ingegnere britannico.

## Biografia
Ayrton nacque a Londra, da Edward Nugent Ayrton, avvocato, e studiò alla University College School e all'University College di Londra . In seguito studiò anche sotto la guida di Lord Kelvin a Glasgow.
Nel 1872, Ayrton sposò sua cugina, Matilda Chaplin (1846–1883), una delle sette di Edimburgo, il primo gruppo di studentesse universitarie immatricolate in un'università britannica che lottava per un'educazione medica aperta per le donne. Il loro matrimonio avvenne mentre Ayrton era in congedo dall'India e Matilda era coinvolta in una manifestazione ad Edimburgo . Chaplin è stata insignita di una laurea honoris causa postuma dall'Università di Edimburgo nel 2019.
La figlia di Chaplin e Ayrton fu la femminista e autrice Edith Ayrton, moglie di Israel Zangwill e madre di Oliver Zangwill .
La seconda moglie di Ayrton, Hertha Marks Ayrton, che sposò nel 1885, lo assistette nelle sue ricerche e divenne nota per il suo lavoro scientifico sull'arco elettrico e in vari altri campi. Nel 1899, Ayrton appoggiò Hertha nel suo cammino verso l'elezione a prima donna membro dell'Institution of Electrical Engineers e la Royal Society le conferì una medaglia Hughes nel 1906. La loro figlia Barbara Ayrton-Gould divenne in seguito deputata laburista e il nipote Michael Ayrton fu un artista e uno scultore.

## Carriera

### India
Nel 1868, Ayrton si recò nel Bengala al servizio del dipartimento telegrafico del governo indiano, dove inventò un metodo per rilevare i guasti nelle linee, che fu di grande beneficio nella manutenzione della rete di comunicazioni terrestri.

### Giappone
Nel 1873, Ayrton accettò un invito del governo giapponese come titolare della cattedra di filosofia naturale e telegrafia presso il nuovo Imperial College of Engineering, a Tokyo . Fornì consulenza all'architetto del College per la progettazione di laboratori e sale dimostrative, e gli fu attribuita l'introduzione delle lampade ad arco nel paese nel 1878.

### Londra
Al suo ritorno a Londra sei anni dopo, Ayrton divenne professore di fisica applicata al Finsbury College del City e Guilds of London Technical Institute e, nel 1884, fu nominato professore di ingegneria elettrica e di fisica applicata, presso il Central Technical College,nel South Kensington . Pubblicò, sia come autore che come co-autore, un gran numero di articoli su argomenti riguardanti la fisica e l'elettromagnetismo; il suo nome venne particolarmente associato, insieme a quello del professor John Perry, all'invenzione di numerosi strumenti di misura per grandezze elettriche, tra cui l'amperometro a spirale e il wattmetro. Lavorarono anche sull'elettrificazione ferroviaria, produssero un dinamometro e il primo triciclo elettrico. Ayrton è anche noto per il suo lavoro sul proiettore elettrico.
Ayrton morì a Londra nel 1908 e fu sepolto nel Brompton Cemetery.

## Premi e riconoscimenti
Fu eletto presidente dell'Institute of Electrical Engineers nel 1892. Fu eletto membro della Royal Society nel 1881 e premiato con la loro medaglia reale nel 1901.